# Barbapapa
Barbapapa ist die Bezeichnung einer Reihe von Kinderbuch- und Zeichentrick-Figuren, die 1970 in Paris von der französischen Architekturstudentin Annette Tison (1942–2010) und dem amerikanischen Biologielehrer Talus Taylor (1929–2015) entwickelt wurden.
Der Name leitet sich vom französischen Wort für Zuckerwatte (barbe à papa ‚Papas Bart‘) ab.

## Inhalt und Figuren
Die Barbapapas sind eine Familie von jeweils individuell einfarbigen Phantasiefiguren. Im Normalzustand sind sie etwa birnenförmig, sie können jedoch ihre Form knetmassenähnlich verändern und so zum Beispiel als Schubkarre oder Brücke dienen und dadurch anderen helfen. Beim Formwandeln können sie sich auch in Tiere verwandeln. Sie sind sehr freundliche und fröhliche Wesen und kommen gut mit Menschen und Tieren aus. Sie leben im Garten der Kinder Lotte und Stefan (im französischen Original Claudine und François). Der Verwandlungsspruch jedes Barbapapa ist im Original « Hup Hup Hup, Barbatruc » (in der deutschen Synchronisation „Ra-Ru-Rick, Barbatrick“). Der Spruch wurde teilweise auch in anderen Synchronfassungen abgewandelt. So heißt er in englischer Sprache “Clickety Click – Barba Trick” oder Italienisch “Resta di stucco, è un barbatrucco”.

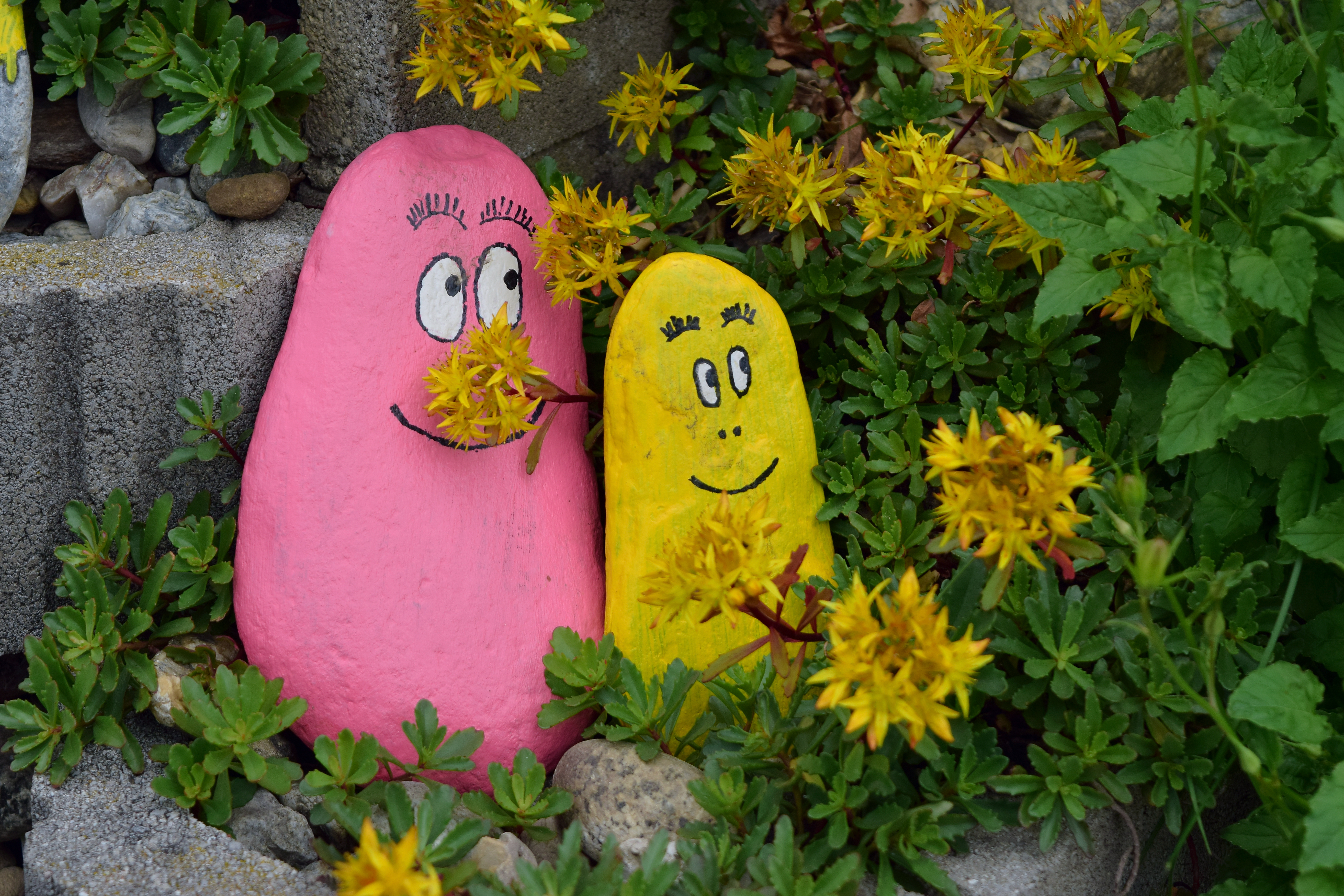
Als Barbapapa und Barbakus bemalte Steine

Die Familie besteht aus den Eltern und sieben Kindern, denen jeweils eine herausstechende Charaktereigenschaft zugewiesen ist:
- Barbapapa: rosa, Vater
- Barbamama: schwarz, Mutter

Mädchen:
- Barbabella: lila, eitel
- Barbaletta: orange, belesen (wird später auf der Website zu Barbasophie)
- Barbalala: grün, musikalisch

Jungen:
- Barbarix: blau, Wissenschaftler, kreativ (wird später auf der Website zu Barbahelle)
- Barbawum: rot, sportlich, spielt Detektiv und besitzt den Hund Lolita (wird später auf der Website zu Barbabravo)
- Barbabo: schwarz und behaart, Künstler
- Barbakus: gelb, Tier- und Naturfreund (wird später auf der Website zu Barbazoo)

## Entstehung
Die Idee für Barbapapa entstand bei einer zufälligen Begebenheit am 19. Mai 1970 im Pariser Jardin du Luxembourg. Bei einem Parkspaziergang mit Annette Tison hörte Talus Taylor ein Kind seine Eltern nach etwas wie „Baa baa baa baa“ fragen. Kein Französisch verstehend, fragte er Tison, was die Worte bedeuten. Sie erklärte, dass das Kind « barbe à papa » (deutsch: Zuckerwatte) haben wolle. Später begann das Paar in einem Restaurant auf der Tischdecke eine von Zuckerwatte inspirierte rosafarbene runde Figur zu zeichnen. Als Namen verwendeten sie „Barbapapa“. Die beiden Autoren der Figuren heirateten einige Zeit später und schufen elf Bücher über die Barbapapas.

## Veröffentlichungen

### Bücher
Das erste Barbapapa-Buch wurde 1970 veröffentlicht. Die deutsche Erstausgabe erschien 1979 im Stalling Verlag Hamburg. Mittlerweile sind die Barbapapa-Bücher in über 30 Sprachen übersetzt worden. In einer deutschen Neuauflage erschienen im schweizerischen Atlantis-Verlag in Zürich folgende Bände:
| Titel                          | Neuauflage | Neuauflage         |
| Titel                          | Datum      | ISBN               |
| ------------------------------ | ---------- | ------------------ |
| Barbapapas Reise               | Feb. 2006  | ISBN 3-7152-0534-2 |
| Barbapapa                      | Feb. 2007  | ISBN 3-7152-0533-4 |
| Barbapapa rettet die Tiere     | Aug. 2007  | ISBN 3-7152-0540-7 |
| Die Barbapapa Schule           | Aug. 2007  | ISBN 3-7152-0541-5 |
| Barbapapa im Winter            | Aug. 2007  | ISBN 3-7152-0542-3 |
| Ein Haus für Barbapapa         | Aug. 2007  | ISBN 3-7152-0539-3 |
| Barbapapa und der Baum         | Feb. 2008  | ISBN 3-7152-0548-2 |
| Barbapapa auf dem Mars         | Feb. 2008  | ISBN 3-7152-0547-4 |
| Die Barbapapas spielen Theater | Feb. 2008  | ISBN 3-7152-0549-0 |
| Ferien mit Barbapapa           | Feb. 2008  | ISBN 3-7152-0546-6 |
| Die Barbapapas als Handwerker  | März 2009  | ISBN 3-7152-0585-7 |

### Zeichentrickserien
Ausgehend von den Comics wurde 1973 eine französisch-japanische Zeichentrickserie mit 45 Folgen à fünf Minuten produziert. Die deutsche Erstausstrahlung der ersten Folge wurde am 5. November 1974 auf ARD und später im ZDF, im ORF 1, im HR-Fernsehen, im Kinderkanal, in RTL Television und in Junior gesendet. Sämtliche Charaktere wurden vom Synchronsprecher und -regisseur Peter Kirchberger gesprochen. Diese erste Serie ist unter dem Titel Barbapapa Classics und Barbapapa Classics 2 auf DVD erschienen. In etlichen der Folgen werden gesellschaftskritische Themen wie Umweltverschmutzung, Flächenverbrauch, Verkehr, Walfang etc. behandelt.
1977 wurden weitere 55 Folgen à fünf Minuten produziert, die aber erst 2010 in einer deutschen Version auf zwei DVDs unter dem Titel Barbapapa Classics 3 und Barbapapa Classics 4 erschienen. Sprecher aller Figuren ist wieder Peter Kirchberger.
Zum 25-jährigen Jubiläum der Fernsehserie entstand im Jahr 1999 die neue Serie Barbapapa Sekai o Mawaru (バーバパパ世界をまわる, Bābapapa sekai o mawaru) mit 50 Folgen à fünf Minuten als rein japanische Anime-Serie von Studio Pierrot, wiederum nach Originalentwürfen und Drehbüchern von Tison und Taylor. Unter dem Titel Um die Welt mit Barbapapa erschien diese vollständig auf DVD. Im Unterschied zur Serie von 1974 werden die verschiedenen Charaktere jetzt von unterschiedlichen Sprechern gesprochen. Auch der Spruch „Ra-Ru-Rick Barbatrick“ fehlt vor den Verwandlungen.
Universum Film veröffentlichte am 14. September 2012 eine Barbapapa-Komplettbox, in der alle 150 Folgen in deutscher Sprache auf sechs DVDs enthalten sind.
2018 wurde bekannt, dass das französische Animationsstudio Normaal und der Sender TF1 eine weitere Zeichentrickserie entwickeln. Die Serie Barbapapa en famille hatte am 4. Januar 2020 ihre Weltpremiere. Am 1. November 2020 wurde sie unter dem Titel Barbapapa und Familie auf dem Sender Nick Deutschland erstmals in Deutschland ausgestrahlt. Unter anderem sind Dennis Schmidt-Foß als Barbapapa und Christin Marquitan als Barbamama zu hören. Sprecher der Kinder sind Dirk Petrick (Barbabravo), Ben Hadad (Barbazoo), Sarah Tkotsch (Barbabella), Lina Rabea Mohr (Barbasophie), Constantin von Jascheroff (Barbabo), Dirk Stollberg (Barbahelle) und Magdalena Turba (Barbalala). Als Erzähler ist Tilo Schmitz zu hören.

## Videospiele
2001 veröffentlichte die Firma Sunsoft in Japan ein Barbapapa-Spiel für die PlayStation.

## Rezeption
Anlässlich der Veröffentlichung der Fernsehserie auf DVD schreibt die Animania, die alte Serie aus den 1970ern habe mit ihrer leichten, manchmal etwas holprigen Erzählweise ihren ganz eigenen Charme. Die neue Serie aus den 1990ern sei flüssiger und temporeicher erzählt und gelungene Unterhaltung für Vorschulkinder mit lehrreichen Anekdoten, wirke aber etwas konstruierter. Die Designs seien für die neue Serie behutsam überarbeitet worden, ohne sich groß von der Vorlage zu entfernen.